# Almeida
Almeida je mesto na severovzhodu Portugalske v bližini španske meje.
Trdnjava v mestu je bila glavno oporišče Portugalcev v severnem delu države med bojem proti španski nadvladi.
Med Napoleonovimi vojnami je bilo mesto v letih 1810 in 1811 prizorišče hudih bojev.